# Villuis
Villuis település Franciaországban, Seine-et-Marne megyében. Lakosainak száma 263 fő (2022. január 1.). Villuis Baby, Fontaine-Fourches, Passy-sur-Seine, Villenauxe-la-Petite és Perceneige községekkel határos.

## Népesség
A település népessége az elmúlt években az alábbi módon változott:
| Lakosok száma | 268  | 276  | 275  | 265  | 260  | 261  | 258  | 255  | 263  |
|               | 2013 | 2015 | 2016 | 2017 | 2018 | 2019 | 2020 | 2021 | 2022 |